# Torsten Gardell
Karl Georg Torsten Berndt Gardell, född 3 september 1892 i Gustavi domkyrkoförsamling i Göteborg, död 23 juli 1971 i Risinge församling i Östergötlands län, var en svensk läkare och skribent i frågor om älgbiologi och jaktvård samt lokalpolitiker.
Torsten Gardell var son till civilingenjören Berndt Gardell och Hilda Baertling. Efter studentexamen i Stockholm 1911 läste han medicin och blev medicine kandidat 1916 och medicine licentiat 1923. Han hade sedan olika läkarförordnanden i Stensele distrikt, Indals-Lidens distrikt och i Nås distrikt, vid Umeå lasarett samt i Norsjö distrikt och i Jörns distrikt. Han var även järnvägsläkare. Från 1925 var Torsten Gardell provinsialläkare inom Skönneruds distrikt.
Han uppges i sportlexikon ha varit dåtidens främste specialist på älgens biologi och publicerade såväl jaktbiologiska uppsatser som jaktskildringar. Han anlitades av Svenska Jägareförbundet vid prisbedömning av älghorn. Vidare var han ledamot av styrelsen för Värmlands läns jaktvårdsförening. Han mottog Svenska Jägarförbundets hedersmedalj i guld 1940.
Som politiker var han ledamot av kommunfullmäktige, barnavårdsnämnd, skolstyrelse, nykterhetsnämnd och hälsovårdsnämnd. Han var riddare av Kungliga Nordstjärneorden.
Torsten Gardell gifte sig 1920 med Elisabeth Grönfors (1892–1963), dotter till Gustaf Grönfors, och fick barnen Gunvor (1922–2004), Birgitta (1926–2017) och Bertil Gardell (1927–1987). Makarna Gardell är begravda på Norra begravningsplatsen utanför Stockholm.